# Casa al carrer de les Flors (Riudovelles)
La Casa al carrer de les Flors és una casa de Riudovelles, al municipi de Tàrrega (Urgell), inclosa a l'Inventari del Patrimoni Arquitectònic de Catalunya.

## Descripció
És un edifici de planta més o menys rectangular, la qual presenta parament de carreus ben escairats disposats en filades. La coberta és amb teula àrab a dues vessants. Tota la casa presenta obertures en tres de les quatre façanes que estan a l'exterior. La quarta és mitgera.
Està estructurada en tres pisos diferenciats, encara que la planta baixa estigui adequada al desnivell del carrer, el carrer de les Flors. Per una banda, hi ha la planta baixa, per l'altra el primer pis i finalment les golfes a la part superior.
A la planta baixa destaca una magnífica porxada que es troba a la part davantera de la casa. Mitjançant dos arcades de mig punt, una a cada façana, ens condueixen en una idíl·lica estança amb un embigat de fusta intern i unes curtes escales de pedra, adossades al mur, que ens condueixen a la primera planta de l'habitatge.
Tot i així, la porta principal està a la part posterior de la casa, situada en un lateral, concretament el que dona al carrer de les Flors. Tota la porta baixa d'aquests porxos està resseguida per un fris decorat amb rajoles de color, trencades irregularment i col·locades de forma desordenada. Aquest fris es combina amb la molta vegetació que puja pel mur. A la planta noble de la casa, la primera planta, hi ha moltes obertures. A les façanes laterals hi ha tres finestrals rectangulars, emmarcats amb pedra i els quals desemboquen amb una balconada, feta amb barrots de ferro forjat.
En canvi, a la façana frontal hi té lloc una finestra d'arc de mig punt a la part central acompanyada d'una altra, més petita, i de forma quadrangular. Aquestes estan mig camuflades pels canals d'aigua.
A les golfes solament hi ha petites obertures quadrangulars, una a la façana principal i dues a la part posterior de les laterals.
Destaca, per damunt de tot el seu perfecte acabat.